# Полет 7908 на „Каспиан Еърлайнс“
Полет 7908 на „Каспиан Еърлайнс“ е редовен международен пътнически полет от международното летище „Техеран Имам Хомейни“, Техеран, Иран, до международното летище Звартноц, Ереван, Армения, управляван от „Каспиан Еърлайнс“‎. На 15 юли 2009 г. самолетът „Туполев Ту-154M“, който изпълнява полета, се разбива близо до село Джанатабад, извън град Казвин в северозападен Иран. При сблъсъка със земята машината издълбава кратер с дълбочина до 10 метра, при което самолетът е напълно унищожен. Всички 153 пътници и 15 членове на екипажа на борда загиват в инцидента.
Катастрофата е четвъртият най-смъртоносен авиационен инцидент в Иран след този при полет 655 на „Иран Еър“ (1988 г.), катастрофата на иранския „Илюшин Ил-76“ (2003 г.) и полет 752 на „Юкрейн Интернешънъл Еърлайнс“ (2020 г.). Това е и вторият най-смъртоносен авиационен инцидент през 2009 г. след катастрофата на самолета при полет 447 на „Ер Франс“ в Атлантическия океан.
Последвалото разследване на катастрофата установява, че тя е причинена от повреда поради умора и последващо разпадане на роторния диск в левия двигател (двигател № 1). В допълнение към повредата на този двигател, фрагменти от диска прекъсват две от трите хидравлични системи за управление и повреждат горивопроводите за централния двигател (двигател № 2). Горивото, което изтича от тези повредени тръбопроводи, се запалва, причинява голям пожар, който след това унищожава компонентите, които контролират елеваторите и руля, а това довежда до загубата на контрол над самолета от страна пилотите.
Преди инцидента производителят на самолети КБ „Туполев“ издава сервизен бюлетин, който изисква по-строги тестове на компонентите на компресора с ниско налягане. Това обаче е предоставено само на руски език за руските оператори. Шест дни след катастрофата на полет 7908 КБ „Туполев“ издава еквивалентни служебни бюлетини за всички оператори.